# Ливадия
Лива́дия (укр. Лівадія, крымскотат. Livadiya, Ливадия) — посёлок городского типа на южном берегу Крыма, в составе «Большой Ялты», входит в городской округ Ялта Республики Крым.

## География
Расположена в 3 км к юго-западу от Ялты. Центральные районы Ливадии находятся на восточном склоне горы Могаби, в юго-западном направлении от Ялты, высота центра пгт над уровнем моря — 141 м. Главная достопримечательность Ливадии — Ливадийский дворец. Площадь посёлка — 174,9 га. Через посёлок проходят Алупкинское и Старое Севастопольское шоссе.
Одно из самых тёплых мест в Крыму — см. Южный берег Крыма. Климат полностью аналогичен климату Ялты — никаких значительных отличий нет.

## Население
| 1959  | 1970  | 1979  | 1989  | 2001  | 2009  |
| ----- | ----- | ----- | ----- | ----- | ----- |
| 3929  | ↘2279 | ↘1759 | ↗1957 | ↘1620 | ↘1552 |
| 2010  | 2011  | 2012  | 2013  | 2014  | 2016  |
| ↗1566 | ↗1601 | ↗1638 | ↘1634 | ↘1074 | ↗1156 |

## Инфраструктура
В посёлке, в реконструированном здании царской электростанции, располагается центр органной музыки «Ливадия» (орган, находящийся в здании, является первым отечественным инструментом такого класса, созданным на территории бывшего Союза и некогда самым крупным на Украине).
Работают общеобразовательная школа, школа-интернат, детский комбинат. Медицинское обслуживание осуществляет Ялтинская городская больница, расположенная в лесной зоне посёлка. Между Ялтой и Ливадией регулярно курсируют маршрутные автобусы.
Также в посёлке работают: почта, телеграф, междугородный переговорный пункт, отделение банка, 7 магазинов, 3 ресторана, более 10 баров.
В июне 2017 года в Ливадии на территории Крестовоздвиженской дворцовой церкви создали музей памяти семьи императора Николая II. В экспозицию вошли подлинные фотографии членов царской семьи, государственная печать императора Павла I, золотые и серебряные нагрудные медали, автограф духовника Николая II и многое другое.

## История
Окрестности Ливадии были заселены, по крайней мере, с эпохи бронзы (3 тысячелетие до н. э.). Остатки большого гончарного комплекса, средневековое поселение с храмом и могильником подтверждают, что здесь обитали люди в эпоху средневековья. На скале Хачла-Каяси в Ореанде сохранились руины замка X—XII веков.
После присоединения Крыма к Российской империи часть земель на его Южном берегу была роздана военнослужащим греческого Балаклавского батальона, командир которого Феодосий Ревелиоти скупал у своих подчинённых лучшие земли, в том числе и ливадийские. В 1834 году он продал имение польскому магнату графу Льву Потоцкому. Согласно одной из версий Потоцкий и дал ему новое название — Ливадия (от др.-греч. λιβάδιον — луг). Но, скорее всего, это название пошло от Ламбро Качони — национального героя Греции, пирата и полковника русской армии, родом из Левадии, городка в Центральной Греции. Качони приобрёл в 1799 усадьбу в местечке Панас Чаир (в переводе с татарского — «священный луг») и назвал усадьбу именем своего родного города. В конце 1830-х годов Потоцким был заложен виноградник (площадь которого в 1860 году составила 19 десятин). Был построен винный подвал и началось производство вин (в 1848 году получено 2,5 тыс. вёдер вина), построено два господских дома, церковь, жилые и хозяйственные помещения, разбит парк на 40 десятинах, украшенный фонтанами и статуями работы итальянских мастеров, проведён водопровод от источников, расположенных на территории имения. Именным указом Николая I от 23 марта (по старому стилю) 1838 года, 15 апреля был образован новый Ялтинский уезд и поместье оказалось на территории Дерекойской волости нового уезда. На карте 1842 года Ливадия обозначена условным знаком «малая деревня», то есть, менее 5 дворов.
В 1860 году удельное ведомство приобрело Ливадию у наследников Потоцкого для царской семьи. По проекту И. А. Монигетти в 1862—1866 годах дом Потоцкого был перестроен во дворец.
Согласно «Списку населённых мест Таврической губернии по сведениям 1864 года», составленному по результатам VIII ревизии 1864 года, Ливадия — собственная Ея Императорского Величества дача, с 30 дворами, 140 жителями, двумя дворцами, православной церковью, телеграфной конторой и парком с оранжереями при безъименных родниках. В последующих учётных документах дореволюционного периода Ливадия не фигурирует. На трёхверстовой карте Шуберта 1865—1876 года обозначена Ливадия Государыни Императрицы.
В 1868 году в Ливадии открыта начальная школа, в 1877 году был построен второй винный подвал. С 1875 года посторонним стали запрещать проезд по всем ливадийским дорогам, за исключением почтового шоссе Ялта — Севастополь, а в 1881 году при Александре II въезд в Ливадию всем посторонним был строго запрещён. 20 октября 1894 года именно здесь в Ливадийском дворце после тяжёлой болезни почек скончался Император Александр III.
После установления в Крыму Советской власти, в ноябре 1920 года на землях бывшего царского имения был создан совхоз «Ливадия». В конце 1924 года населённый пункт Ливадия с лесом и парком был передан курортному фонду, 20 февраля 1925 года в ливадийских дворцах организован санаторий для крестьян, но в Списке населённых пунктов Крымской АССР по Всесоюзной переписи 17 декабря 1926 года в Ялтинском районе селение не значится. С 1934 года Ливадия — центр сельского Совета (в коем статусе селение пребывает всю дальнейшую историю). В 1936 году совхоз «Ливадия» вошёл в винкомбинат «Массандра», были созданы два отделения — «Ливадия» и «Массандра». С 1939 Ливадия — посёлок городского типа, по данным всесоюзной переписи населения 1939 года в селении проживало 2250 человек.
В 1944 году, после освобождения Крыма от нацистов, 12 августа 1944 года было принято постановление № ГОКО-6372с «О переселении колхозников в районы Крыма», по которому из Ростовской области РСФСР в район переселялись 3000 семей колхозников, а в начале 1950-х годов последовала вторая волна переселенцев из различных областей Украины. С 25 июня 1946 года Ливадия в составе Крымской области РСФСР, а 26 апреля 1954 года Крымская область была передана из состава РСФСР в состав УССР. С 12 февраля 1991 года Ливадия в составе восстановленной Крымской АССР, 26 февраля 1992 года переименованной в Автономную Республику Крым.